# لیپوهیپرتروفی
لیپوهیپرتروفی یا لیپوهایپرتروفی (انگلیسی: Lipohypertrophy) که گاهی به آن «افزایش هم‌چربی» هم گفته می‌شود، یک برجستگی و تودهٔ زیرپوستی است که در اثر تجمع چربی اضافه در محل تزریق زیرجلدی انسولین به‌وجود می‌آید. این توده بدنما و اندکی دردناک است و می‌توان سبب تغییر در زمان یا کامل بودنِ اثر فارماکوکینتیک انسولین شود. لیپوهیپرتروفی یکی از عوارض جزئی و شایع دیابت قندی است.
اندازه این توده معمولاً چند میلی‌متر تا سانتی‌متر است، و گردتر و سفت‌تر از چربی‌های زیرجلدی معمولی است. گاهی بافت جوشگاه در آن وجود دارد، اما عنصر اصلی سازندهٔ آن بافت چربی است، چرا که انسولین سبب هیپرتروفی سلول‌های چربی می‌شود. برای جلوگیری از بروز لیپوهیپرتروفی، مبتلایان به دیابت که به مدت طولانی انسولین روزانه دریافت می‌دارند، باید دائماً جایگاه تزریق را در سرتاسر بدن «بچرخانند» (در جاهای مختلف بدن تزریق کنند) که این جایگاه‌ها معمولاً ناحیهٔ بالا و بیرونی بازوها، قسمت بیرونی ران، زیر و اطراف ناف و بخش‌های بالایی باسن است. معمولاً در جلسات آموزشی دیابت، نقشهٔ چرخشی جایگاه تزریق به بیماران ارائه می‌شود.
اگر به جایگاه‌های دچار لیپوهیپرتروفی، انسولین بیشتری تزریق نشود، ظرف چند ماه به‌طور خود بخود بهبود می‌یابد. در نتیجه لیپوهیپرتروفی ماندگار و دائمی نیست و این پنداشت که این توده، یک بافتِ جوشگاه است، یک پندار نادرست عمومی است.
وضعیت متضاد لیپوهیپرتروفی در محل تزریق را لیپوآتروفی می‌گویند که در آن، چربی پوستی در محل تزریق، ظرف چند هفته تا ماه «آب می‌شود» و در نتیجهٔ ظاهری بدمنظره از فرورفتگی پوستی ظاهر می‌شود. چگونگی بروز لیپوآتروفی هنوز مشخص نشده‌است و مکن است یک اثر خودایمنی یا التهاب موضعی باشد.